# پیه‌شتانی
پیه‌شتانی (به آلمانی: Pistyan) یک سکونتگاه مسکونی در اسلواکی با جمعیت ۲۹٬۶۶۰ نفر است که در Piešťany District واقع شده‌است.